# 大宮車両所
大宮車両所（おおみやしゃりょうじょ）は、埼玉県さいたま市大宮区にある日本貨物鉄道（JR貨物）関東支社管轄の車両工場である。東日本旅客鉄道（JR東日本）大宮総合車両センターに併設されている。
1987年4月1日の国鉄分割民営化によって、かつての日本国有鉄道（国鉄）大宮工場（現・JR東日本大宮総合車両センター）が、JR貨物にその機関車部門を継承したことにより大宮車両所が発足した。主に、仙台総合鉄道部、高崎機関区、新鶴見機関区配置の電気機関車（他に五稜郭機関区や門司機関区の一部）やディーゼル機関車（他に岡山機関区の一部）の検査・修繕及び更新などを受け持つ。
付近には、2007年10月14日に鉄道博物館が開館し、また、毎年5月の第4土曜日に、一般公開イベント「鉄道のまち大宮 鉄道ふれあいフェア」がJR東日本とさいたま市との共催で開催され、開催日には毎年多くの人々が訪れている。

## 歴史
当車両所は、大宮総合車両センター同様に日本鉄道が1894年（明治27年）現地に設立した工場を前身に、開設から120年以上経過した現在も、現地で操業している長い歴史を持つ車両工場で、鉄道の街・大宮の中心となる施設である。1987年4月1日の国鉄分割民営化により、JR貨物が機関車職場を継承し、大宮車両所として発足した。
開設当初は、JR東日本の蒸気機関車、電気機関車、ディーゼル機関車の整備を受け持ち、JR東日本へは、自社の機関車の電気部品、空制（空気ブレーキ）部品、連結器などを委託した。2002年度に、JR東日本へ委託を当所で施工する方針に変更し、JR東日本も電気・ディーゼル機関車の整備は土崎工場（現・秋田総合車両センター）に集約、蒸気機関車も自社（大宮総合車両センター）内で整備するとの方針から、それらの受け持ちも解消した。
1988年度に、JR貨物が日本国有鉄道清算事業団から購入したEF65形16両（2 - 6・8 - 10・14・17・18・20・21・38・46・52・66・69・70号機）の内10両を、当所にて全般検査を施工し、車籍を復活させた。1989年度には、機関車の更新修繕を、1995年には、EF200形の重要部検査を施工し、これ以降は、経年車両の更新延命と最新車両の検査技術の確立に力を注いでいる。

### 沿革
- 1987年（昭和62年）4月1日 - 国鉄分割民営化により、大宮工場のうち機関車部門がJR貨物に継承されて発足[注 4]。
- 1988年（昭和63年） - 国有鉄道清算事業団が保有していたEF65形0番台10両に対し、全般検査を施工し車籍を復活。
- 1989年（平成元年） - 自社の車両（電気機関車が中心）の更新修繕開始。
- 1995年（平成07年） - EF200形の重要部検査の施工開始。
  - 11月11日 - 「JRおおみや鉄道ふれあいフェア」（現・鉄道のまち大宮 鉄道ふれあいフェア）と題してJR東日本大宮工場との共賛で一般公開を実施[1]同年より現題名（2014年から後者）にて一般公開を実施中[注 5]。
- 2002年（平成14年） - EF200形の初回全般検査開始。
- 2006年（平成18年） - EH500形の初回全般検査開始。
- 2009年（平成21年） - EH200形及びM250系（動力車のみ）の初回全般検査開始。
- 2010年（平成22年） - M250系付随車の全般検査開始。
- 2015年（平成27年）5月29日 - DD51形全般検査終了[注 6][2]。
- 2016年（平成28年）4月28日 - EF65形（新鶴見機関区所属EF65 2139）全般検査時に貨物更新色から国鉄特急色へ復元[3]。
- 2017年（平成29年）
  - 06月05日 - DE10形全般検査終了[注 7][4]。
  - 10月23日 - 新鶴見機関区所属のEF65 2065全般検査に伴い貨物更新色から国鉄特急色へ復元。これより順次全般検査に伴う同形機の国鉄特急色へ復元本格的に開始[5]。
  - 11月21日 - EF64形（愛知機関区所属EF64 1028）全般検査時に貨物更新色から国鉄色に復元[6]。これより順次全般検査に伴う同形機の国鉄色へ復元開始[7]。
- 2021年（令和03年）10月 - EH800形の初回全般検査開始 [8]。
- 2022年（令和04年）
  - 02月02日 - EF64形全般検査終了。これをもって、同形機の検査出場に伴う国鉄色への復元が全面的に終了[9]。
  - 03月10日 - EF65形全般検査終了。これをもって、同形機の検査出場に伴う国鉄特急色への復元が全面的に終了[10]。

## 所内の組織体系と業務

大宮車両所の外観
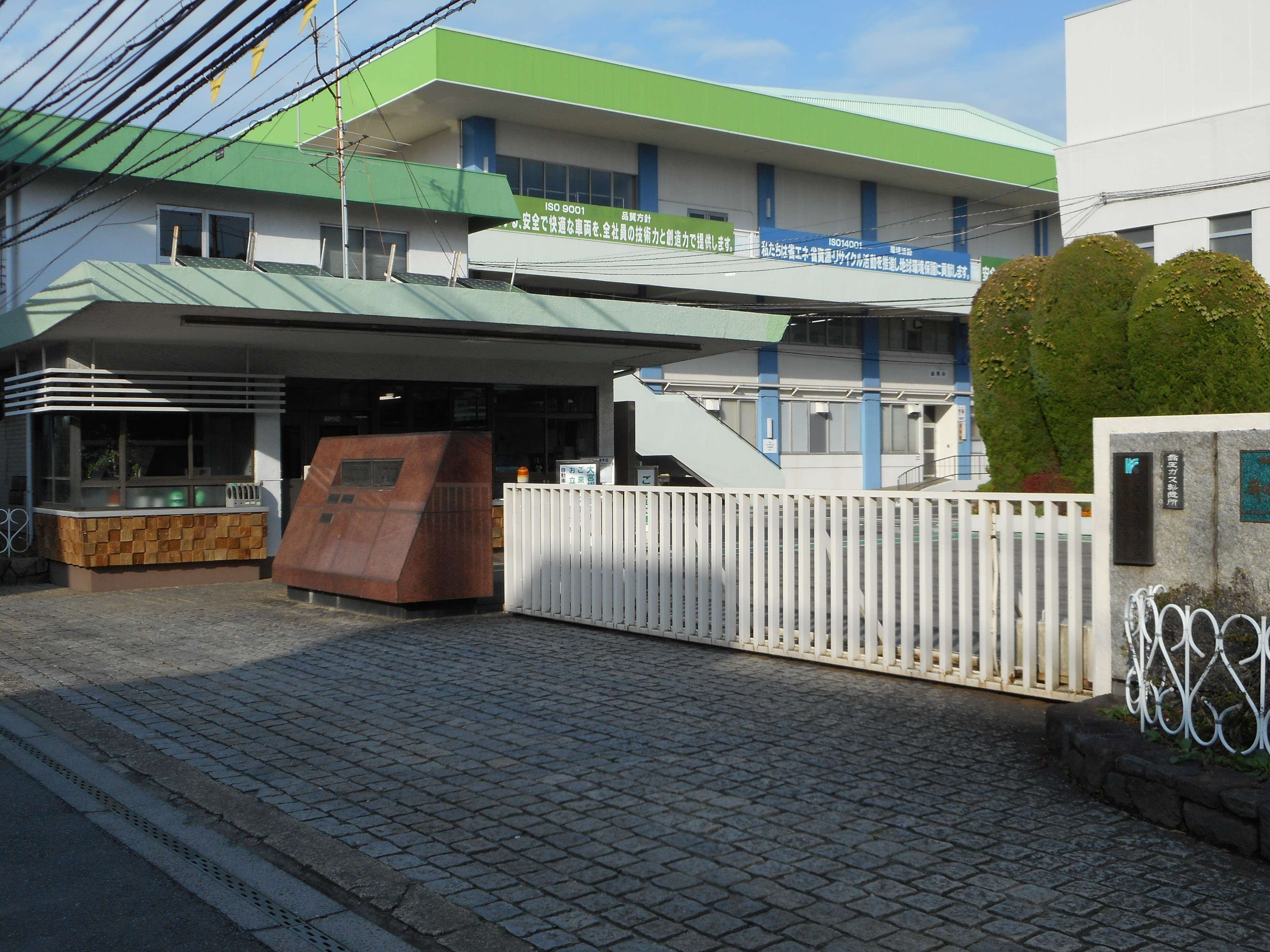
正門
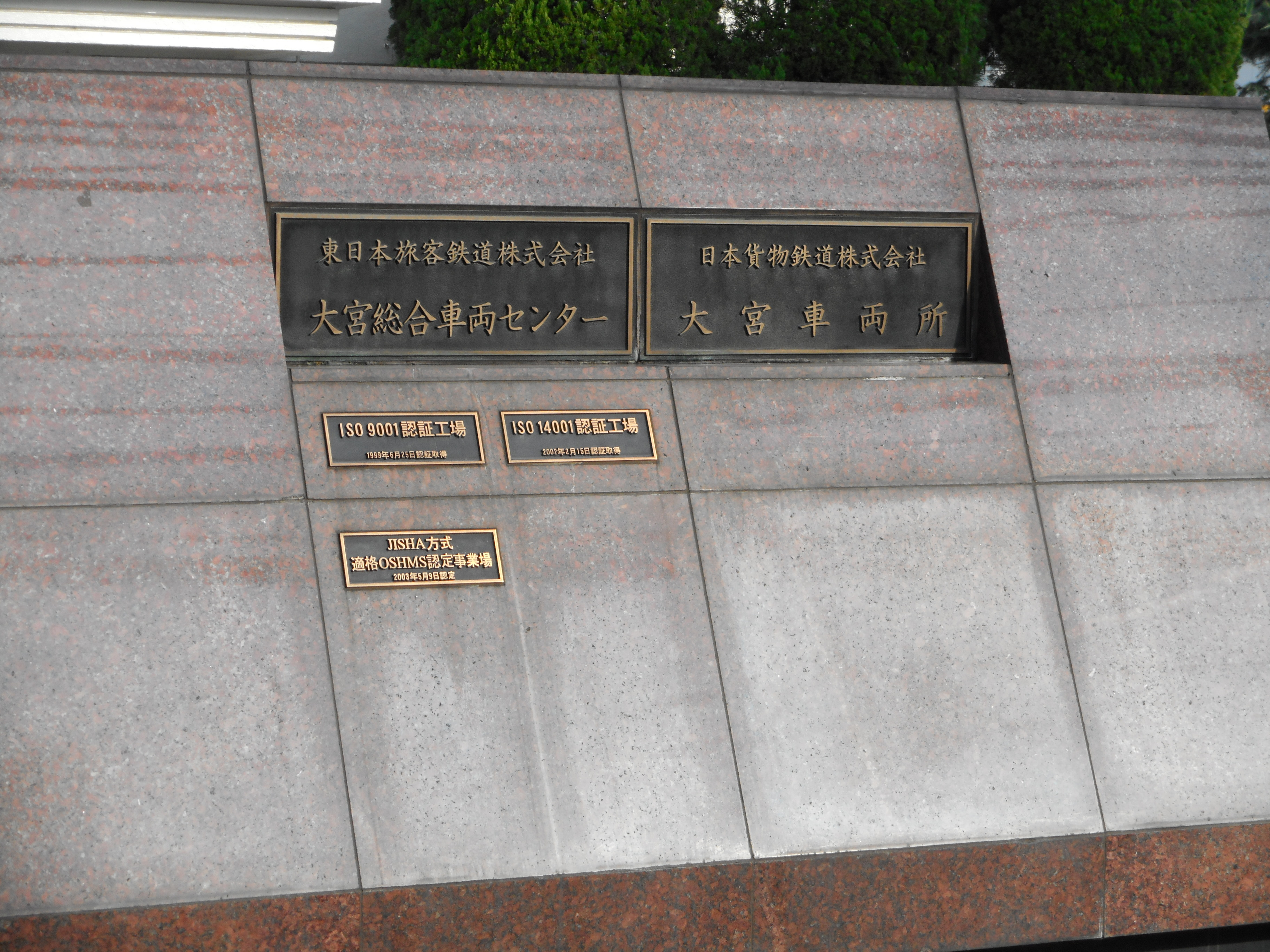
名称板は大宮総合車両センターと共通
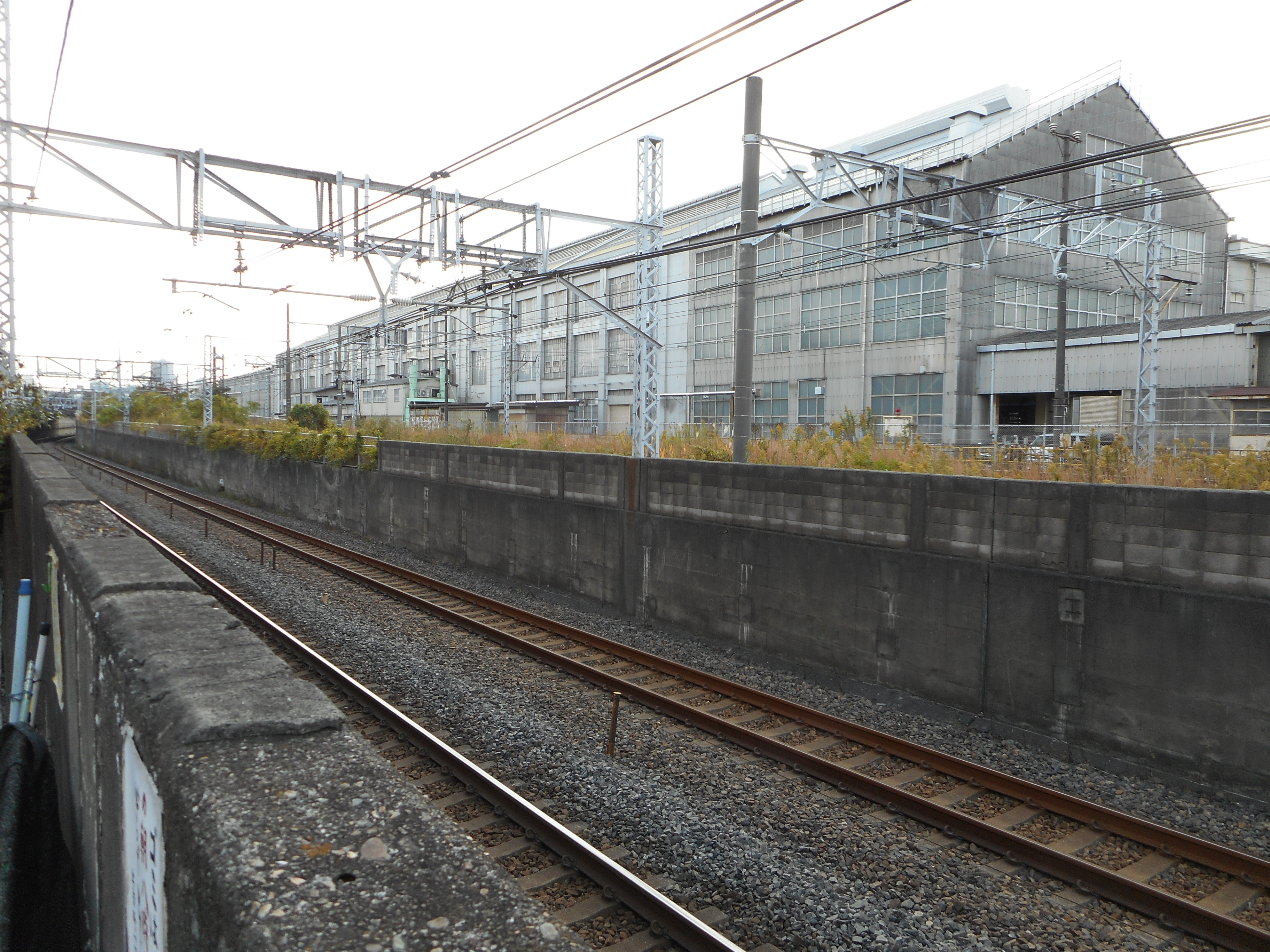
東側から見た主棟

| 組  | 班名     | 業務内容 |
| --- | -------- | --- |
| 1組 | 台車     | 車体上げ、車体載せ、車体移動、自動連結器など下回り機器の脱着 台車、走り装置の艤装、クレーン運転など             |
| 1組 | 輪軸     | 車軸超音波探傷、磁粉探傷、輪軸検修、車軸受金の削正など                                                          |
| 1組 | 回転機   | 主電動機及び補助電動機検修（解体、整備・調整、組立、試験）など                                                  |
| 1組 | 仕上げ   | 輪軸、基礎ブレーキ、減速機、推進軸、軸箱車軸受金などの車両からの取り外し 部品の分解、仕上げ、組立、ばね検修など |
| 1組 | 鉄工     | 車体外板修繕、溶接、改良工事、ブレーキ部品の盛金、EH500形ユニットブレーキ検修など                               |
| 2組 | 電気     | 電気配線、電気機器解艤装                                                                                        |
| 2組 | 艤装     | 空制機器の解艤装、運転室、機械室、各室内上回り機器、部品の解艤装、クレーン運転など                              |
| 2組 | 高圧弱電 | 弱電部品（ATS車上子など）、継電器、遮断機検修、弱電部品の各種試験など                                           |
| 2組 | 空制     | 空制部品検修 |

1987年4月1日に発足した当車両所は、旧・大宮工場の機関車職場をJR貨物が継承し、主に、関東支社、東海支社の所属機関車の重要部検査・全般検査、更新修繕などを担っている。
実際に検査・修繕業務を行う組織は、
1. 車体外装などを受け持つ1組→台車班・輪軸班・回転機班・仕上げ班・鉄工班
2. 電気機器などを受け持つ2組→電気班・艤装班・高圧弱電班・空制班

と2組に分かれ、その下に「○○班」と呼ばれる担当グループが置かれている。各組、各班の業務内容については、右表を参照。
全般検査で入場した車両は、まず解体から始まり、車体、装置、機器、走り装置などに分類され、
- 車体は修繕→塗装→艤装→車体載せ
- 装置・機器は部品検査・修繕→艤装→車体載せ
- 走り装置は台車検査・修繕→台車部品組立→車入れ→車体載せ

と上記のような具合で、業務は分業が進んでいる。

なお、ディーゼルエンジンなどの一部の検査・修繕や、塗装については、他社委託となっている。

### 検査体系と周期
下記に、各機関車別の検査体系と周期を示す。

#### 電気機関車
新系式車（EH200、EH500、EH800）は以下の周期で行う。
1. 重要部検査：新製または前回の全般検査から48ヶ月または60万km以内毎
2. 全般検査：新製または前回の全般検査から96ヶ月以内毎

従来形式車（EF64、EF65）は以下の周期で行う。
1. 台車検査（B）：前回の全検から36ヶ月または40万km以内毎
2. 全般検査：上記の台車検査（B）から36ヶ月または前回の全般検査から72ヶ月毎

新形式の重要部検査及び従来形式の台車検査（B）は、所属区所でも行える為、実際に入場する車両は全般検査の車両が主である。
なお、従来形式車は、2022年3月10日以降検査を終了した。詳細は後述を参照。

#### ディーゼル機関車
新系式車（HD300）は以下の周期で行う。
1. 重要部検査：新製または前回の全般検査から48ヶ月または50万km以内毎
2. 全般検査：新製または前回の全般検査から96ヶ月または100万km以内毎

従来形式車（グループ会社の機関車）は以下の周期で行う。
1. 第2交番検査（B）：前回の全般検査から36ヶ月または25万km以内毎
2. 全般検査：上記の第2交番検査（B）から36ヶ月または前回の全般検査から72ヶ月毎または50万km以内毎

新形式の重要部検査及び従来形式の第2交番検査（B）は、所属区所でも行える為、実際に入場する車両は全般検査の車両が主である。
なお、従来形式車は、2017年6月5日以降自社所有機については検査を終了した。詳細は後述を参照。

## 整備済み車両の車体に記される略号
「大宮車」または「OM」

## 検査担当形式
関東支社の所属車両中心に検査を実施している。下記に車種別に示す。

### 電車
- M250系 - 大井機関区

### 電気機関車
- EH200形 - 高崎機関区
- EH500形 - 仙台総合鉄道部、門司機関区
- EH800形 - 五稜郭機関区[8]

### ディーゼル機関車
- HD300形（ハイブリッド機関車） - 新鶴見機関区、岡山機関区[14]
- 京葉臨海鉄道・衣浦臨海鉄道などのグループ会社[15]の車両[16][17]

## 過去の検査担当形式
- EF64形電気機関車
  - 2022年3月12日現在では現存中であるが、愛知機関区所属のEF64 1046[注 8]をもって検査終了となった。また、検査出場に伴う国鉄色への復元も終了した[9]。
- EF65形電気機関車
  - 2022年3月12日現在では現存中であるが、新鶴見機関区所属のEF65 2085をもって検査終了となった。また、検査出場に伴う国鉄特急色への復元も終了した[10]。
- ED75形電気機関車
  - 仙台総合鉄道部に配属されていたが、2012年3月17日のダイヤ改正をもって全機が運用終了し[18]、同年6月までには全て廃車となった為[19]。
- DE10形ディーゼル機関車・DE11形ディーゼル機関車
  - 2022年3月12日現在では現存中だが、老朽化したDE10・DE11形を新型の機関車へ置き換えていく方針のため、検査を終了した。以前はHD300形へ置き換える方針[20][21][22][23]だったが、2017年より新たに開発したDD200形に置き換えると発表した[24][25]。
  - なお、同年の一般公開時にDE10 1557（愛知機関区所属）が「最終全検」という寝台特急〈あけぼの〉仕様のヘッドマークが掲出され、展示された[26]。
- DD51形ディーゼル機関車
  - 2022年3月12日現在では現存中[27]だが、老朽化した同形式をDF200形に置き換えていく方針[20][28]のため、2015年の一般公開時に展示された愛知機関区所属のDD51 1801[29]をもって検査終了となった[注 9]。
- JR東日本所有（高崎車両センター高崎支所→ぐんま車両センターなど）の電気機関車・ディーゼル機関車・蒸気機関車
  - 電気機関車・ディーゼル機関車は車体の検修を、蒸気機関車は中間検査（Ｂ）及び全般検査の一部を委託されて実施してきたが、電気機関車・ディーゼル機関車は秋田総合車両センターに集約、蒸気機関車は大宮総合車両センター側で検査を全面的に実施している。

## 保存車両
所内にED62 17が保存されていたが、2021年3月上旬頃に解体されたため、保存車両はなくなった。

### 過去の保存車両
過去に、所内のみに保存された車両を下記に示す。
ED62 17

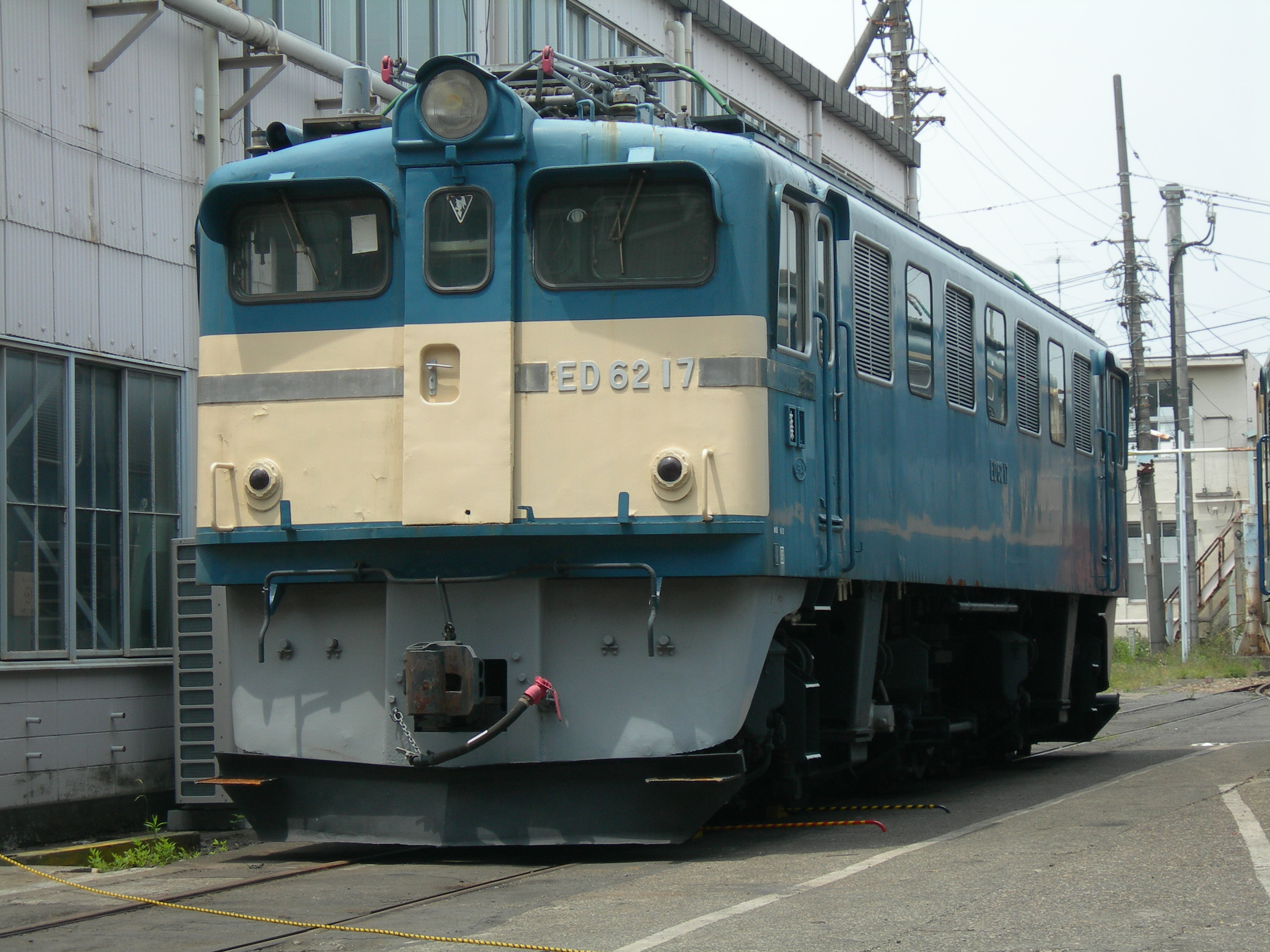
ED62 17 （2008年一般公開時）

- 2002年3月29日除籍。最終配置区：篠ノ井総合鉄道部（現・塩尻機関区篠ノ井派出）
- ED61形にTR109形1軸中間台車の追加改造を行って誕生した直流電気機関車。主に、飯田線北部の貨物輸送で活躍した。
- この17号機は、1996年9月の飯田線北部貨物牽引運用廃止後、次々と同機が廃車されていく中で、最後まで上記所属で残った2両[注 11]内の1両である。
- 同年11月所内にて一般公開[32][注 12]され、除籍されるまでの6年間は車籍を残し保留機扱いで所内で保管、所内北に留置されていた。
- 佐久間レールパークの閉園に伴い、展示されていた14号機が2010年7月に現地で、長野総合車両センターで保存されていたトップナンバーの1号機が2016年2月に解体[33]されたため、2017年4月1日時点ではED62形唯一の保存機となっていたが、上記のように2021年3月上旬頃に解体された[31][注 10]ため、現存するED62形はなくなった。

EF65 59
- 1998年12月2日除籍。最終配置区：高崎機関区（JR貨物）
- 2004年5月の一般公開時に所内で展示。前面のナンバーが赤色で、塗装が前面1エンド側下部が黄色、2エンド側がクリーム色とそれぞれ違っていた[34]。
- それ以降に解体[注 13]されて現存していない[35]。

EF65 535
- 高崎機関区配属の直流電気機関車。2008年3月末より運用を離脱し保留機となった。2011年の一般公開ののち、高崎へ回送されず、所内で保管されていた[36]。
- 翌年2月12日に所内で「EF65 535生誕45周年　ふれあい展示会」が開催された[37]のち、同年の一般公開イベントで展示された。
- 再び同所で保管後、2013年3月11日～12日にかけて東芝府中事業所へ譲渡された[38]。

EF81 24　
- 2007年6月1日廃車。最終配置区：富山機関区（JR貨物）
- 同機関区に保留車扱いで在籍中、所内の車庫に留置されていた[39]。
- 解体[注 13]されて現存していない。